# Kenzō (nome)
Kenzō (scritto anche Kenzo o Kenzou) è un nome proprio di persona giapponese maschile.

## Varianti in altre lingue
- Francese: Kenzo[1]

## Origine e diffusione
Come la gran parte dei nomi giapponesi, anche Kenzō può risultare dalla combinazione di diverse coppie di kanji: ken può essere 謙 ("umile"), 健 ("forte") o 賢 ("saggio"), mentre zō è si può ricondurre a 三 ("tre"). Il nome, nella forma Kenzo, è entrato a far parte dell'onomastica francese probabilmente grazie alla casa di moda Kenzo, fondata nel 1970 dallo stilista Kenzō Takada. 

## Persone
- Kenzō, imperatore giapponese

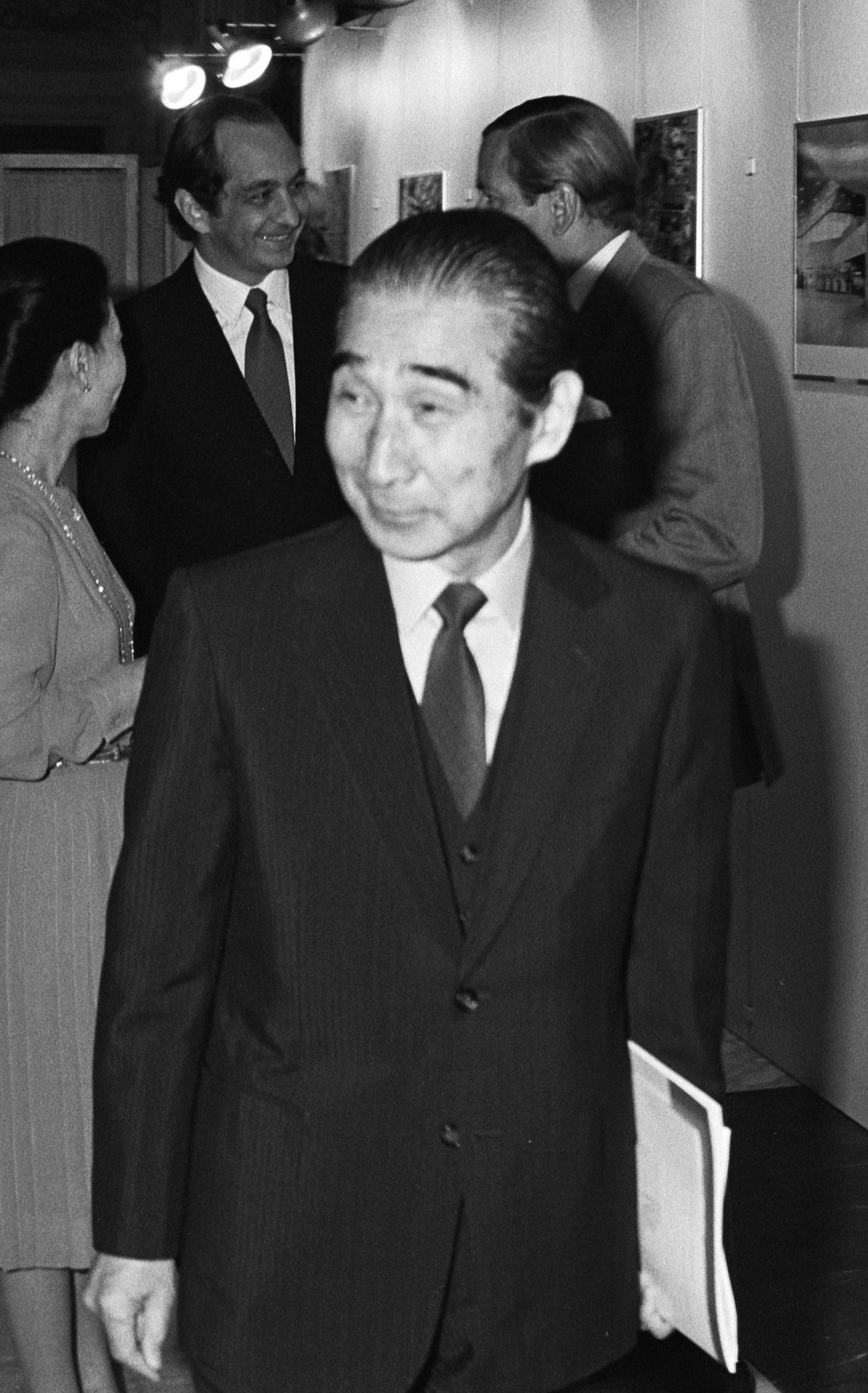
Kenzō Tange

- Kenzō Kōno, politico e dirigente sportivo giapponese
- Kenzō Masaoka, animatore giapponese
- Kenzō Okuzaki, militare, scrittore, attore e anarchico giapponese
- Kenzō Shirai, ginnasta giapponese
- Kenzō Takada, stilista, designer e costumista giapponese
- Kenzō Tange, architetto e urbanista giapponese

### Variante Kenzo
- Kenzo Goudmijn, calciatore olandese
- Kenzo Kitakata, scrittore giapponese
- Kenzo Simons, nuotatore olandese
- Kenzo Suzuki, wrestler giapponese